# Dicladocerus
Dicladocerus is een geslacht van vliesvleugeligen uit de familie Eulophidae. De wetenschappelijke naam van dit geslacht is voor het eerst geldig gepubliceerd in 1832 door Westwood.

## Soorten
Het geslacht Dicladocerus omvat de volgende soorten:
- Dicladocerus alaskensis Yoshimoto, 1976
- Dicladocerus albitarsis (Ashmead, 1900)
- Dicladocerus antennalis Khan, 1995
- Dicladocerus australis Yoshimoto, 1976
- Dicladocerus betulae Yoshimoto, 1976
- Dicladocerus borrowi (Girault, 1917)
- Dicladocerus breviramulus Boucek, 1959
- Dicladocerus dicladus (Say, 1836)
- Dicladocerus epinotiae Yoshimoto, 1976
- Dicladocerus euryalus (Haliday, 1844)
- Dicladocerus exoteliae Yoshimoto, 1976
- Dicladocerus indicus Khan, 1995
- Dicladocerus japonicus (Ashmead, 1904)
- Dicladocerus liriomyza Khan, 1995
- Dicladocerus nearcticus Yoshimoto, 1976
- Dicladocerus occidentalis Yoshimoto, 1976
- Dicladocerus pacificus Yoshimoto, 1976
- Dicladocerus prealatus Yoshimoto, 1976
- Dicladocerus terraenovae Yoshimoto, 1976
- Dicladocerus viggianii Khan, 1995
- Dicladocerus vulgaris Yoshimoto, 1976
- Dicladocerus westwoodii Westwood, 1832
- Dicladocerus yoshimotoi Özdikmen, 2011